# لي هاي إن (لاعبة تزلج فني)
لي هاي إن (الكورية: 이해인؛ من مواليد 16 أبريل 2005) هي لاعبة تزلج فني كورية جنوبية، وهي الحائزة على الميدالية الفضية العالمية في بطولة العالم للتزلج الفني على الجليد 2023، وبطلة القارات الأربع لعام 2023، والحاصل على الميدالية الفضية في القارات الأربع لعام 2022، وبطلة كورية جنوبية ست مرات. حائزة على الميدالية الأولى (الفضية في عامي 2020 و2024؛ والبرونزية في أعوام 2019 و2021 و2022 و2023). على مستوى الناشئين، هي بطلة الجائزة الكبرى للناشئين في لاتفيا لعام 2019 وبطلة الجائزة الكبرى للناشئين في كرواتيا لعام 2019.
في موسم التزلج 2022–23، أصبحت لي ثاني متزلجة كورية جنوبية تفوز بميدالية بطولة العالم، وكذلك الثانية التي تكون بطلة القارات الأربع، وقادت كوريا الجنوبية إلى منصة التتويج الأولى في كأس العالم للفريق.

## نشأتها
ولدت لي في يوسونغ غو، دايجون، كوريا الجنوبية، مارست الجمباز الإيقاعي عندما كانت طفلة قبل أن تتحول في النهاية إلى التزلج على الجليد. التحقت لي أيضًا بمدرسة يانغجين الابتدائية وانتقلت من مدرسة بانغباي المتوسطة إلى مدرسة هانغانغ المتوسطة، وتخرجت من مدرسة سيهوا الثانوية للبنات في سيول، ثم ارتادت جامعة كوريا متخصصت في الدراسات الرياضية الدولية.

## روابط خارجية
- لي هاي إن في الاتحاد الدولي للتزلج